# 藤次郎 (刃物製造)
藤次郎株式会社（とうじろう、'Tojiro Co.,ltd' ）は、調理用刃物、特に業務用・家庭用包丁を専門で製造する新潟県燕市のメーカー。

## 概要
新潟県燕市で藤田寅雄が1953年に農機具部品および農業用刃物の製造に着手し、1955年から包丁の製造を始めている。新潟県燕市（旧吉田町）に工場が所在する。
ハガネ系材料とステンレス系材料を複合した複合材刀身の包丁・刃物の製造を得意としており、業務用・家庭用包丁として「藤次郎」ブランドの包丁製造を行い、1980年には藤次郎口金包丁シリーズが、2000年にはTojiro-Pro和包丁シリーズがグッドデザイン賞を受賞している。OEM生産も行っており、多種な包丁を手がけている。
包丁メーカーとして初めてのISO9001:2000、ISO14001の両認定取得をするほか、フランス料理文化センター(FFCC)の活動に参画し、レストランサービス、料理のコンクールなどのスポンサーを務めるなど食育をはじめとする、啓蒙活動を積極的に行っている。
昨今では複合材包丁製造のノウハウを活かしダマスカス鋼包丁を製造し、ヨーロッパなど海外への輸出を行っており、海外での知名度も非常に高くなっている。
2015年7月1日より、藤寅工業からブランドである「藤次郎」の銘を冠した藤次郎株式会社に社名変更を実施した。

## 略歴
- 1953年（昭和28年） - 新潟県燕市で藤田寅雄により藤寅農機設立、農機具部品および農業用刃物の製造を開始。
- 1955年（昭和30年） - 包丁の製造を開始する。
- 1964年（昭和39年） - 藤寅工業株式会社を設立。
- 1943年（昭和43年） - 新潟県西蒲原郡吉田町(現新潟県燕市)に吉田工場を設立し、製造部門を移転する。
- 1980年（昭和55年） - 藤次郎口金包丁シリーズが通産省グッドデザイン賞に認定。
- 1981年（昭和56年） - 藤次郎口金割込包丁シリーズが通産省グッドデザイン賞に認定。
- 1985年（昭和60年） - 吉田工場に事業本部を移転する。
- 1992年（平成 4年） - 現本社にて営業開始、事業本部も本社へ移転する。
- 1995年（平成 7年） - ドイツDICK社との共同開発包丁を発売開始。
- 1996年（平成 8年） - 藤次郎口金割込包丁シリーズが通産省グッドデザイン・ロングライフデザイン賞を受賞。
- 2000年（平成12年） - 会社組織変更に伴い、代表取締役会長に藤田寅雄(前社長)、代表取締役社長に藤田進(前常務)が就任。
- 2000年（平成12年） - Tojiro-Pro 和包丁シリーズがグッドデザイン賞を受賞。
- 2002年（平成15年） - ISO9001:2000を本社工場にて認定取得。
- 2003年（平成16年） - ISO14001を認証取得。
- 2005年（平成17年） - 代表取締役会長藤田寅雄逝去。
- 2008年（平成20年） - 新潟県燕市吉田町に吉田南工場「藤次郎 刃物工房」完成。
- 2012年（平成24年） - Tojiro ORIGAMIシリーズが、2012年度IFデザイン賞(ドイツ)受賞。
- 2015年（平成27年） - 商号を「藤次郎株式会社」に変更。
- 2015年（平成27年） - 吉田南工場「藤次郎 刃物工房」横に直営店「藤次郎ナイフギャラリー」をオープン。
- 2017年（平成29年） - 「藤次郎ナイフギャラリー」敷地隣に工場見学施設「藤次郎オープンファクトリー」をオープン。
- 2017年（平成29年） - ドイツ駐在員事務所設立。
- 2017年（平成29年） - 藤次郎 脇差シリーズが2017年度レッド・ドット・デザイン (ドイツ) プロダクトデザイン賞を受賞。
- 2018年（平成30年） - 「藤次郎オープンファクトリー」がグッドデザイン賞を受賞。
- 2019年（令和元年） - 「藤次郎オープンファクトリー」を増設しリニューアルオープン。
- 2023年（令和 5年） - 東京合羽橋に直営店「藤次郎ナイフギャラリー 東京店」をオープン。
- 2024年（令和 6年） - 大阪なんばに直営店「藤次郎ナイフギャラリー 大阪店」をオープン。

## ブランド
藤次郎（とうじろう）は、藤次郎株式会社が製造する日本の包丁および調理器具などのブランドの一つである。
- 英語表記はTojiroで、Toujirouではない。藤次郎 (旧社名：藤寅工業株式会社)創業者の藤田寅雄が次男であったことと、自分を次ぐブランドに育って欲しいとの願いから、藤次郎と名づけたとされる。
- 過去に同じ「とうじろう」と読む可能性があるブランドが存在したため、一部の商品で「FUJIJIRO」と表記されているものが存在した。現在は海外でも「Tojiro」で統一されている。ちなみに日本国内の刀身の銘は「登録 藤次郎作」となっている。
- 現在、藤次郎銘にサブネームを付けたシリーズ展開も行っており、包丁以外の関連商品でも藤次郎ブランドを冠するものが存在する。
- 藤次郎株式会社が割込やダマスカスなどに代表される複合材を使用した包丁製造を得意としているが、全ての藤次郎シリーズが複合材包丁ではない。

## 関連会社
- 富士カトラリー株式会社

## 主な商品
- 調理用刃物
- 機械用特殊刃物
- 調理用品